# Farjallah Haïk
Pour les articles homonymes, voir Haïk.
Farjallah Haïk, né en 1909 à Beit Chabab et mort le 13 février 1994 à Beyrouth, est un écrivain libanais d’expression française principalement romancier. En 1967 il reçoit le prix Monceau pour l'ensemble de son œuvre. Il est l’auteur de plusieurs œuvres dont les plus connues sont L’Envers de Caïn, La Crique, Joumana, La Fille d’Allah.